# Habenaria aristulifera
Habenaria aristulifera är en orkidéart som beskrevs av Heinrich Gustav Reichenbach. Habenaria aristulifera ingår i släktet Habenaria och familjen orkidéer.
Artens utbredningsområde är Filippinerna. Inga underarter finns listade i Catalogue of Life.